# Gérémy Crédeville
Gérémy Crédeville, né le 3 février 1987 à Lille, est un humoriste, comédien et chroniqueur français.
Après des études et un début de carrière dans le sport, il se tourne vers une carrière d'humoriste, en participant notamment à de nombreux festivals d'humour et matchs d'improvisation.

## Biographie

### Jeunesse
Gérémy Crédeville naît le 3 février 1987 à Lille. Après l'obtention de son baccalauréat, il se tourne vers une fac de sport, puis devient coach sportif,.
À dix-sept ans, Gérémy Crédeville s'inscrit dans une ligue d'improvisation et fait ses premiers pas sur scène. Cependant, il ne pense pas en faire son métier,.
En 2010, il est témoin lors d'un mariage où il prononce un discours qui fait rire tous les invités, à tel point qu'une amie décide de l'inscrire à un tremplin d'humour, le Tremplin des jeunes talents humoristiques du Festival d'Ailleurs et d'à côté de Villeneuve-d'Ascq, qu'il gagne le 6 mars 2010. Il abandonne ainsi son métier de coach sportif, pour se concentrer sur celui d'humoriste,.

### Début de carrière
Pour lancer sa carrière, Gérémy Crédeville continue au sein de la ligue d'improvisation et prend des cours de théâtre. Sous le nom de scène G, il se produit dans des cafés-théâtres de sa région, et principalement au Spotlight à Lille, où il joue régulièrement son premier spectacle Parfait et modeste, ainsi qu'un spectacle d'improvisation Tournée Générale dans lequel il doit replacer dans des sketchs tous les mots qu'ont inscrits les spectateurs sur un tableau en entrant dans la salle, sous peine de payer une tournée aux spectateurs. Ce spectacle se revendique différent à chaque fois. En parallèle, il participe à des festivals d'humour et à des matchs d'improvisation. 
Il participe également à l'émission On n'demande qu'à en rire sur France 2. Il y fait quatre passages entre le 17 juin 2011 et le 18 octobre 2011[réf. nécessaire].
En 2016, il intègre le Jamel Comedy Club. Il est ensuite repéré par Arthur qui l'invite régulièrement dans ses émissions sur TF1 : Vendredi tout est permis et Pas de ça entre nous !. Il abandonne dorénavant le nom de G.
En février 2018, il devient chroniqueur à la radio, dans La Bande originale de Nagui sur France Inter. À partir de septembre de la même année, il est l'un des sociétaires du jeu Tout le monde a son mot à dire présenté par Olivier Minne et Sidonie Bonnec sur France 2.
Il joue dans des programmes courts tels que Le Morning sur CStar et Le Roi de la vanne sur Canal+.

### Notoriété
À partir du 17 septembre 2021, il participe à la onzième saison de l'émission Danse avec les stars, diffusée sur TF1. Il est éliminé le 5 novembre 2021, terminant sixième de la compétition.
En 2024, il participe à la saison 6 de Mask Singer sous le costume de l'épouvantail, et finit deuxième.
À partir du 3 septembre 2024, il devient sociétaire dans l'émission Les Grosses Têtes, animée par Laurent Ruquier sur RTL.

### Vie privée
Gérémy Crédeville est marié, et est père d'une fille née au cours de l'été en 2018. En décembre 2020, il annonce, sur Instagram, la naissance de sa deuxième fille.

## Filmographie

### Cinéma

#### Long métrage
- 2019 : Joyeuse retraite ! de Fabrice Bracq : Martin Blanchot
- 2022 : Tous Inconnus de Nicolas Hourès : lui-même[réf. nécessaire]

#### Court métrage
- 2018 : James Bond Hétéro/Homo de Léa Rouaud
- 2023 : Dogsitter de Franjo

### Télévision

#### Séries télévisées
- 2017 : Le Morning sur CStar : Ludo[1],[3]
- 2018 : Vol 69 : le prêtre (saison 1, épisode 1 : Paris - Fort-de-France)
- 2019 : Access : l'acteur, deuxième (saison 1, épisode 19 : Chante Abdoulaye)
- 2020 : Dix pour cent : lui-même (saison 4, épisode 4 : Sandrine)
- 2021 : En famille : Milo (récurrent saison 10 - principal depuis saison 11)
- 2022 : L'Amour (presque) parfait de Pascale Pouzadoux : Pierre
- 2023 : Les Randonneuses (mini-série) de Frédéric Berthe : Pablo, le deuxième guide
- 2024 : Dead Cells : Immortalis de Bobbypills : Tête de flamme
- 2024 : Erica de Frédéric Berthe : Lucas
- 2024 : Joseph de Lucien Jean-Baptiste : Fabrizio (épisode 2)

#### Téléfilms
- 2024 : Le Nounou de Thomas Sorriaux

#### Publicités
- 2021 : Publicité pour Boursorama[9] : l'adversaire de Mike Tyson

## Spectacles
- 2011-2018 : Parfait et modeste[1],[3]
- Depuis 2011 : Tournée Générale (spectacle d'improvisation)[10]
- Depuis 2018 : En vrai, le titre, on s'en fout[1]
- 2022 : Enfin[réf. nécessaire]

## Émissions de télévision

### En tant qu'humoriste
- 2011 : On n'demande qu'à en rire sur France 2 (candidat)[10]
- 2016 : Jamel Comedy Club sur Canal+ (participant lors de la neuvième saison)[1]
- 1er avril 2022 : N'oubliez pas les paroles ! sur France 2 : remplace Magali Ripoll dans  pour piéger Nagui et son épouse
- Juillet 2022 : Arnaud Ducret dans tous ses états sur (TF1)[11][réf. non conforme]

### En tant qu'invité récurrent
- Depuis 2016 : Vendredi tout est permis avec Arthur sur TF1[1]
- 2016-2019 : Pas de ça entre nous ! sur TF1 (chroniqueur)[1]
- Depuis 2024 : Les Grosses Têtes sur RTL : sociétaire

### En tant que candidat/participant
- Depuis 2018 : Le Grand Concours des humoristes sur TF1
- Depuis 2018 : Tout le monde a son mot à dire sur France 2[5]
- 2020 : Fort Boyard sur France 2
- 2021 : Danse avec les stars (saison 11) sur TF1
- 2024 : Mask Singer (saison 6) sur TF1 : l'épouvantail

## Animateur et voix off de radio
- La Bande originale (émission de France Inter, présentée par Nagui) : chroniqueur[1]
- Depuis le 4 juillet 2021 : voix off antenne de Fun Radio[9]
- Depuis 2023 : Une famille en or (émission de TF1 présentée par Camille Combal) : voix off
- Depuis 2024 : La Grande Semaine sur M6 : animateur avec Ophélie Meunier

## Distinctions

### Récompenses
- Festival du rire de Saint-Raphaël 2012 : Prix du jury[1]
- Festival drôle de zèbres de Strasbourg 2013 : Prix du jury[1]
- Festival du Printemps du Rire de Toulouse 2013 : Vainqueur des « duels pour rire »[1]
- Festival du rire de Villeneuve-sur-Lot 2013 : Vainqueur du concours d'humoristes